# 조선국민당
조선국민당은 1945년 9월 1일 안재홍 등에 의해 결성된 정당이다.
건국준비위원회의 부위원장이었던 안재홍은 점차 좌경화되어 가는 건국준비위 조직에 불만을 품고, 그 중앙집행위원회 개편 때 건준 부위원장직을 사퇴하고 조선국민당을 창당하였다.
9월 24일 사회민주당·자유당·민중공화당·근우동맹·협찬동지회 등의 군소 정당과 통합하여 국민당으로 흡수되었다.

## 같이 보기
- 안재홍
- 국민당